# Ефимов, Дмитрий Ардалионович
Дмитрий Ардалионович Ефимов (1904 — 1987) — народный комиссар государственной безопасности Литовской ССР, генерал-майор (1945).

## Биография
Родился в русской семье священника. В 1919 окончил 5 классов коммерческого училища в Ростове-на-Дону, затем вернулся в родную слободу, где с января 1920 работал учеником слесаря мастерской Полякова. В январе 1921 — феврале 1922 из-за болезни не работал, жил на иждивении сестры на хуторе Зотовский Верхне-Макеевской волости. С марта 1922 секретарь ревкома и сельсовета, в ноябре 1923 — декабре 1924 член правления волостной избы-читальни и сельскохозяйственного товарищества.
В органах госбезопасности с января 1925. Службу начал в частях погранохраны ОГПУ: красноармеец, затем помощник начальника заставы и помощник уполномоченного 47-го ПОГО ОГПУ, Туркменская ССР. В марте 1927 поступил в Высшую пограничную школу ОГПУ. После её окончания в сентябре 1928 вернулся в Среднюю Азию, работал в Узбекской ССР: помощник уполномоченного Полпредства (полномочного представительства) ОГПУ в Средней Азии в Ташкенте. С ноября 1929 уполномоченный ГПУ Узбекской ССР в Самарканде, с июня 1930 старший уполномоченный Полпредства ОГПУ в Средней Азии. Член ВКП(б) с апреля 1930. Одновременно учился, в 1930 окончил 2 курса Ташкентского коммунистического университета. С октября 1932 в центральном аппарате ОГПУ-НКВД, работал по экономической линии: оперуполномоченный 2-го отделения ЭКУ ОГПУ, с 1 мая 1934 5-го отделения ЭКУ ОГПУ — ЭКО ГУГБ НКВД СССР. Затем занимал руководящие должности в ЭКО и транспортных подразделениях НКВД-МГБ:
- Помощник начальника 3-го отделения ЭКО ГУГБ НКВД СССР (25 мая 1935 — декабрь 1936);
- Помощник начальника 9-го отделения 3-го отдела ГУГБ НКВД СССР (декабрь 1936 — 15 августа 1937);
- Начальник 1-го отделения — помощник начальника 11-го отдела ГУГБ НКВД СССР (15 августа 1937 — июнь 1938);
- Заместитель начальника 2-го отдела Главного транспортного управления НКВД СССР (июнь 1938 — 7 апреля 1940);
- Начальник ДТО НКВД Горьковской железной дороги (7 апреля — 10 октября 1940), в июле 1940 направлен в загранкомандировку в Латвию.
- Начальник Водного отдела НКВД Латвийской ССР (11 октября 1940 — март 1941);
- Начальник Разведывательного отдела НКГБ Латвийской ССР (март — июль 1941);
- Заместитель начальника Особого отдела НКВД Северо-Западного фронта (июль — август 1941);[3]
- Начальник ТО НКВД Томской железной дороги (26 августа 1941 — 17 декабря 1942);[4]
- Заместитель начальника 1-го отдела Транспортного управления НКВД СССР (17 декабря 1942 — 21 мая 1943);
- Начальник ТО НКГБ железной дороги им. В. В. Куйбышева (27 мая 1943 — 11 июля 1945).

С 11 июля по 4 августа 1945 заместитель наркома госбезопасности Литовской ССР, затем до 3 января 1946 временно исполняющий обязанности наркома госбезопасности Литовской ССР, после чего народный комиссар (министр) госбезопасности Литовской ССР до 23 февраля 1949. С 23 февраля 1949 в распоряжении Управления кадров МГБ СССР, 30 марта того же года уволен из МГБ по болезни. С мая 1949 проживал в Москве. В марте — декабре 1952 служил начальником Управления Военизированной охраны МПС СССР, в декабре 1952 вышел на пенсию.

### Звания
- 1936, старший лейтенант государственной безопасности;
- 05.11.1937, капитан государственной безопасности;
- 30.11.1942, майор государственной безопасности;
- 14.02.1943, полковник государственной безопасности;
- 29.03.1945, комиссар государственной безопасности;
- 09.07.1945, генерал-майор.

### Награды
- орден Ленина (29 июля 1945);
- 2 ордена Красного Знамени (12 мая 1945);
- орден Отечественной войны I степени (8 апреля 1947);
- 2 ордена Красной Звезды (19 декабря 1937, 3 ноября 1944);
- орден «Знак Почёта» (2 августа 1942);
- 4 медали;
- нагрудные знаки «Почётный работник ВЧК-ГПУ (XV)» (31 августа 1937), «50 лет пребывания в КПСС» (2 ноября 1982).